# ビル・ウォルシュ
ウィリアム・アーネスト・“ビル”・ウォルシュ（William Ernest "Bill" Walsh、1931年11月30日 - 2007年7月30日）は、アメリカ合衆国カリフォルニア州ロサンゼルス出身のアメリカンフットボール元コーチ。NFLサンフランシスコ・フォーティナイナーズおよびスタンフォード大学で指揮した。フォーティナイナーズでの通算成績は102勝63敗1分で、6度の地区優勝、3度のNFCチャンピオンシップゲーム優勝、および3度のスーパーボウル優勝を成し遂げた。また、1981年および1984年にNFLコーチ・オブ・ザ・イヤーに選ばれた。

## 初期の経歴
ウォルシュはロサンゼルスに生まれ、アメリカンフットボールのキャリアはカリフォルニア州ヘイワードのヘイワード高校でランニングバックになったことから始まった。
高校卒業後、サンマテオ短期大学で2年間QBを務め、その後サンノゼ州立大学に編入し、サンノゼ州立大学スパルタンズのタイトエンドおよびディフェンシブエンドとしてプレイした。また大学対抗ボクシングにも参加した。1955年に体育の学士号を取得し、卒業生コーチとしてボブ・ブロンザンのもと、スパルタンズのコーチングスタッフを務め、1959年に体育の修士号を取得した。彼の修士論文のタイトルは『Defensing the Pro-Set Formation』（プロ＝セット・フォーメーションに対する守備）だった。
大学卒業後、彼はカリフォルニア州フリーモントにあるワシントン高校のコーチになり、フットボールおよび水泳チームを指導した。
ウォルシュがフレモントでコーチをしているとき、マーブ・リービーのアシスタントコーチの面接を受けた。リービーはちょうどカリフォルニア大学バークレー校（UCB）のヘッドコーチに雇われたところで、コーチングスタッフを探していた。当時のことをリービーは語っている。「私は彼の知識、知性、そして人柄に非常に感銘を受け、彼を雇うことにした。」
UCBの後、彼はプロのコーチになるまでスタンフォード大学でアシスタントコーチを務めた。

## プロフットボールでの経歴
1966年、AFLのオークランド・レイダースのアシスタントコーチ（RBコーチ）に就任した。レイダースのアシスタントコーチとしてウォルシュは、アル・デービスお気に入りの、シド・ギルマンによるヴァーチカル・パッシング・オフェンスを学んだ。ギルマンのシステムは試合のあらゆる状況を想定して周到に準備を行うことに特徴があり、ウォルシュはこのシステムにもっとも強い影響を受け、自身のオフェンス哲学の基本になっていると語っている。ウォルシュは後にそのオフェンス哲学を、水平方向へのパスを主体にしたアプローチへと修正した。しかし、レイダースでのコーチ生活はそのほとんどを仕事のために費やすことを要求されるもので、そのためウォルシュは1シーズンコーチを務めた後に辞任した。
彼はその後サンノゼ・シティ・カレッジで講師をしながら地元のフットボールチームのコーチをしていたが1968年シーズンに新しくできたAFLのエキスパンションチーム、シンシナティ・ベンガルズに迎え入れられ、ポール・ブラウンの下で7シーズンに渡りチームのオフェンスコーチを務め、QBのケン・アンダーソンやWRのアイザック・カーティスらを育てた。
1975年シーズンを最後にブラウンがヘッドコーチを引退しビル・ジョンソンを後任に指名するとウォルシュは辞任して1976年シーズン、サンディエゴ・チャージャーズでトミー・プロスロのアシスタントコーチを務めた。2006年のインタビューにおいてウォルシュはベンガルズに在籍中、ブラウンが「私がリーグのどのチームであろうとヘッドコーチ候補に挙げられることに反対した」と主張した。「私にはずっとその機会があったが、私はずっとそれを知らなかった。」「その後私が彼のもとを去ったとき、彼は私がNFLに留まることができないように思いつく限りの人々に電話をかけた。」とウォルシュは語っている。
1977年、ウォルシュはスタンフォード大学のヘッドコーチに就任し、2シーズンを過ごした。彼の率いたチームは1977年は9勝3敗でサンボウルに勝利し、1978年は8勝4敗でブルーボネットボウルに勝利した。彼がスタンフォード大学で育てた著名な選手には、クォーターバックのガイ・ベンジャミンやスティーブ・ディルズ、ワイドレシーバーにはジェームズ・ロフトンやケン・マージェラム、ランニングバックにはダリン・ネルソンなどがいる。ウォルシュは1977年にPAC-8 コーチ・オブ・ザ・イヤーを受賞した。
1979年シーズン、ウォルシュはサンフランシスコ・フォーティナイナーズのヘッドコーチに就任した。チームはそれまで長く低迷しており、1978年シーズンは2勝14敗で最下位だったフォーティナイナーズはウォルシュが就任した1979年シーズンも同じ成績で終えた。ウォルシュは自身にこの悲惨な状態を好転させる能力はないのではないかと自信を失いかけたが彼は1979年のドラフト3巡でノートルダム大学からQBのジョー・モンタナを獲得していた。
1980年シーズン、ウォルシュは先発QBにモンタナを起用し6勝10敗で終えた。フォーティナイナーズが初めてチャンピオンシップに優勝したのは1981年で2勝しかできなかったシーズンからわずか2年後のことだった。
ウォルシュのもと、フォーティナイナーズは第16回スーパーボウルでシンシナティ・ベンガルズを、第19回スーパーボウルでマイアミ・ドルフィンズを、第23回スーパーボウルで再びシンシナティ・ベンガルズを破り優勝した。ウォルシュはフォーティナイナーズのヘッドコーチを10年間務め、在任期間中彼と彼のコーチングスタッフはウェストコーストオフェンスとして知られるプレイスタイルを完成させた。
ウォルシュがドラフトあるいはトレードで獲得した著名な選手には、ジョー・モンタナの他、ロニー・ロット、チャールズ・ヘイリー、およびジェリー・ライスをドラフトし、1987年のドラフト2巡と4巡指名権とのトレードでタンパベイ・バッカニアーズからスティーブ・ヤングを獲得している。彼のフォーティナイナーズでの成功を讃え、1993年にプロフットボール殿堂入りした。

### シナリオ
ビル・ウォルシュがフォーティナイナーズを率いたころ、試合開始後の最初の攻撃の25プレー分を“シナリオ”としてあらかじめ用意しておくことによる第1クォーターの攻撃の滑り出しのよさが話題を呼んだ。これはウォルシュがベンガルズのクォーターバックコーチ時代にオフェンスラインコーチのビル・ジョンションとともに始めたものである。当初は4プレーしかなかったが、徐々に増えていき、チャージャーズのオフェンスコーディネーター時代には15プレーに、最終的に25プレーとなった。このシナリオは用意された25個のプレーを順番に行うだけというものではなく、あらゆるシチュエーションが想定され作成されている。この“シナリオ作り”を行う利点は、観客の怒号も時間の制限もない木曜日や金曜日に、自分たちの戦力、相手の戦力、天候、予想されるゲーム展開などを考慮して熟考した上でプレーの判断を下せる、あらかじめ選手にプレーを伝えておくことにより選手はより落ち着いて、自信を持って最初のプレーに臨むことができる、相手ディフェンスに対して機先を制することができるなどが挙げられている。

### ビル・ウォルシュの門下生
ウォルシュのもとにいた多くのアシスタントは後にヘッドコーチになっている。例えば、ジョージ・シーファート、マイク・ホルムグレン、マイク・シャナハン、レイ・ローズ、デニス・グリーンなどが挙げられ、彼らのアシスタントもまたヘッドコーチになった者が少なくない。これらコーチおよび彼らのアシスタントコーチはウォルシュのウェストコーストオフェンスシステムを継承し、しばしば「ビル・ウォルシュの門下生」などと呼ばれる。
ウォルシュはNFLおよびNCAAにおけるアフリカ系アメリカ人コーチの強力な支援者と見られている。レイ・ローズとデニス・グリーンの他、タイロン・ウィリンガムもスタンフォード、ノートルダムおよびワシントン大学のヘッドコーチになった。マイク・シャナハンのアシスタントコーチの一人カール・ドレルはUCLAのヘッドコーチになった。ウォルシュはデニス・グリーンの後継としてスタンフォード大学のヘッドコーチ職を引き受けることによって、デニスグリーンがNFLのヘッドコーチになれるよう支援した。

## 後の経歴
第23回スーパーボウルに優勝した後、ウォルシュはフォーティナイナーズのヘッドコーチ職を退き、NFL on NBCの解説者となった。1992年になるとウォルシュはスタンフォード大学のヘッドコーチとなり、チームを率いて10勝3敗の成績をあげPAC-10カンファレンスで優勝（ワシントン大学と同率優勝）した。スタンフォード大学は1993年1月1日のブロックバスターボウルでペンシルベニア州立大学に対して逆転勝ちを納めAPランキング9位でシーズンを終えた。その後のシーズンで連敗を喫し、ウォルシュは1994年にスタンフォード大学を去り、コーチ職から引退した。
ウォルシュは再びフォーティナイナーズに戻り、1999年から2001年まで副会長およびゼネラルマネージャーを、その後3年間チームのスペシャルコンサルタントを務めた。2004年、ウォルシュはスタンフォード大学のアスレティックディレクターのスペシャルアシスタントに招聘された。2005年、アスレティックディレクターのテッド・レランドがパシフィック大学に移るとウォルシュは臨時のアスレティックディレクターに任命された。同年に彼はまた母校サンノゼ州立大学のアスレティックディレクターおよびフットボールのヘッドコーチ人選のコンサルタントも務めた。

## 病気と死
2004年、ウォルシュは白血病と診断された。2006年11月、彼は病気治療中であることを公表した。「私に関するニュースがいろいろ流れているが」彼は語った。「それは私のもとへ届いている。」「あまりに多くの人々がこの成り行きを追いかけている。だから私は何が起こっているか公表することが適切だと感じた。私は、私がそうした今、メディアが私に電話をかけることを控えてくれるよう希望する。私は医師が勧めるあらゆること実践しており、私はそれを克服しつつある。」2007年初頭、ウォルシュのテレビ解説者時代のパートナー、ディック・エンバーグは、ウォルシュが彼にガンは小康状態にあると語ったと伝えた。
2007年7月30日午前10時45分、ビル・ウォルシュはカリフォルニア州ウッドサイドの自宅で白血病により死去した。ウォルシュの没後、キャンドルスティック・パークスタジアムのフィールドが「ビル・ウォルシュ・フィールド」と名付けられた。さらに、レギュラーシーズンにおけるサンノゼ州立大学とスタンフォード大学の試合が「ビル・ウォルシュ・レガシーゲーム」（Bill Walsh Legacy Game）と名付けられた。

## 著書
- ビル・ウォルシュ、グレン・ディッキー『NFL 王者の哲学』秋元諭宏（訳）、タッチダウン株式会社、1992年。ISBN 978-4924342446。
  - 原書:  Building a Champion: On Football and the Making of the 49ers. St Martin's Press. (1990). ISBN 0-312-04969-2
- Bill Walsh, Brian Billick and James A. Peterson (1998). Finding the Winning Edge. Sports Publishing. ISBN 1-571-67172-2